# Camille Pépin
Pour les articles homonymes, voir Pépin.
Camille Pépin, née le 17 novembre 1990 à Amiens, est une compositrice française.

## Biographie
C'est par des cours de danse que Camille Pépin se découvre un goût pour la musique classique. Elle étudie au Conservatoire à rayonnement régional d'Amiens, puis au Pôle supérieur d'enseignement artistique de Paris Boulogne-Billancourt (PSPBB) où elle travaille l'arrangement avec Thibault Perrine, et au Conservatoire national supérieur de musique et de danse de Paris où elle obtient cinq premiers prix (orchestration, analyse, harmonie, contrepoint, fugue et formes). Elle apprend également auprès des compositeurs Thierry Escaich, Guillaume Connesson et Marc-André Dalbavie, qui  marquent particulièrement son parcours musical,.
Ses œuvres sont jouées par des orchestres réputés, souvent français mais aussi étrangers (BBC Symphony Orchestra, Boston Symphony Orchestra, Chicago Symphony Orchestra, BBC Philharmonic Orchestra, Sydney Symphony Orchestra, Deutsches Symphonie Orchester Berlin, Hamburg Philharmonic State Orchestra, Frankfurt Radio Symphony, Malmö Live Symphony Orchestra,  West Australian Symphony Orchestra, Houston Symphony Orchestra, Toronto Symphony Orchestra, Brussels Philharmonic, Orchestre national du Capitole de Toulouse, Orchestre national de Lyon,, Orchestre du Capitole de Toulouse, Ochestre Philharmonique Royal de Liège, Orchestre national Bordeaux Aquitaine, Orchestre national d'Île-de-France, Orchestre philharmonique de Radio France,, Orchestre de l’Opéra de Rouen, Orchestre de Picardie, Orchestre Colonne, Orchestre de Caen, Orchestre de l’Opéra de Toulon). Elles sont notamment dirigées par Alain Altinoglu, Elim Chan, Mikko Franck, Fabien Gabel, Ben Glassberg, Jun Märkl, Sakari Oramo, Kent Nagano, Daniele Rustioni, Leonard Slatkin, Arie van Beek et Simone Young.
En musique de chambre et soliste, elle travaille avec Guillaume Bellom, Renaud Capuçon, Adélaïde Ferrière, Léa Hennino, Julien Hervé, le Quatuor Hermès, Anastasia Kobekina, Yan Levionnois, Fiona McGown, Raphaëlle Moreau, Célia Oneto Bensaid, les Percussions de Strasbourg, l'Ensemble Polygones, le Quatuor Auryn, le Trio Sōra, Anaëlle Tourret et Vanessa Wagner.
Elle est compositrice invitée lors de nombreux festivals et évènements (Tanglewood Music Festival, Festival de Besançon, Sommets musicaux de Gstaad, Concours Long-Thibaud-Crespin, Festival des Arcs, Présences, Messiaen au pays de la Meije, Aix-en-Provence, Musiktage Mondsee, Musique de chambre à Giverny, Les Grandes Heures de Cluny, EuropArt, Jeunes Talents, Présences féminines) et ses oeuvres sont jouées dans des salles telles que le Concertgebouw d'Amsterdam, l'Opéra de Sydney, le Shed Koussewitz à Tanglewood, la Philharmonie de Berlin, la Philharmonie de Paris,, l'Auditorium de Radio France, la Philharmonie de l'Elbe, le Konzerthaus de Vienne, Barbican Centre de Londres, Müpa Budapest, Halle aux Grains de Toulouse, Bozar à Bruxelles, Konzerthuset Stockholm, Konzerthaus Dortmund, Kölner Philharmonie, etc.
Camille Pépin est compositrice en résidence avec l'orchestre de Picardie de 2018 à 2019 puis au festival international de musique de Besançon Franche-Comté de 2019 à 2021. Son premier album Chamber Music (NoMad Music,, 2019) est récompensé par un Choc de Classica et le Choc de l’année 2019, ƒƒƒ Télérama, Choix de France Musique, Supersonic de Pizzicato Magazine, Joker de Crescendo Magazine et figure dans le top 10 des sélections classiques 2019 de Libération.
Camille Pépin a reçu le prix Île-de-créations et le grand prix Sacem musique symphonique, catégorie jeune compositeur en 2015, le prix d'encouragement musique de l’Académie des beaux-arts en 2017 avant d'être compositrice de l'année aux Victoires de la musique classique en 2020. Elle est lauréate de la Fondation Banque Populaire en 2020. En 2022, elle est nommée chevalier de l'Ordre des Arts et des Lettres.
En 2023, l'Orchestre national de France, dirigé par la cheffe Simone Young, joue son concerto pour violon et orchestre, avec Renaud Capuçon au violon. La même année, le Frankfurt Radio Symphony Orchestra crée Les Eaux célestes sous la direction d'Alain Altinoglu. Renaud Capuçon et Guillaume Bellom créent également une oeuvre pour violon et piano. L'album Les Eaux célestes, qui comprend des pièces pour orchestre composées entre 2018 et 2023, enregistré par l'Orchestre national de Lyon sous la direction de Ben Glassberg, paraît en avril 2023.
En 2025, elle est jouée à Tanglewood par le Boston Symphony Orchestra sous la direction de Samy Rachid et les BBC Proms lui commandent une œuvre créée par le BBC Symphony Orchestra et Elim Chan au Royal Albert Hall. 
Ses œuvres sont éditées aux éditions Billaudot, Durand-Salabert-Eschig et Jobert.

## Œuvres
- Feux d’artifice (2025) pour orchestre. Commande des BBC Proms et de l’Orchestre de Pau - Pays du Béarn.
- La Nuit n’est jamais complète (2025) pour orchestre. Commande du Grand Théâtre de Provence et de l’Orchestre Philharmonique Royal de Liège.
- Interspaces (2025) pour alto et violoncelle. Commande du festival de Caunes-Minervois.
- Avant, pendant, et pourtant (2025) pour quatuor de percussions (2 vibraphones et 2 marimbas). Commande des Percussions de Strasbourg.
- Appels (2025) pour cor. Commande de la Cité de la Musique et de la Danse de Soissons et du festival Musique au bois.
- Ce que raconte le vent... (2024) Concerto pour flûte, harpe et orchestre. Commande du Philharmonisches Staatsorchester Hamburg.
- Un Monde nouveau (2024) pour orchestre. Commande de l’Orchestre national d’Île-De-France.
- Si je te quitte, nous nous souviendrons (2023) pour violon et piano. Commande du festival Nouveaux Horizons.
- Inlandsis (2023) pour orchestre. Commande de l’Orchestre Philharmonique de Radio France
- Iridescence - glace (2023) pour piano. Commande du concours Clara Haskil.
- Le Sommeil a pris ton empreinte (2023) Concerto pour violon et orchestre. Commande de l’Orchestre National de France, Sydney Symphony Orchestra et Orchestre national de Lyon.
- Les Eaux célestes (2023) pour orchestre. Commande du Frankfurt Radio Symphony.
- Pluie, larmes de la Terre (2022). Co-commande du festival Ars Terra (Hauts-de-France) et du festival des forêts (Oise).
- Au Coeur de la Terre (2022) pour alto et piano. Commande de Guillaume Leroy.
- Énergie blanche, bleu lointain (2021) pour ensemble à cordes. Commande du festival Musique aux 4 horizons, festival de Besançon et du Concert Idéal.
- Aux Confins de l'orage (2021) pour orchestre. Commande du festival international de musique Besançon Franche-Comté.
- Avant les clartés de l'aurore (2020) pour ensemble de 12 musiciens. Commande de Radio France et l'Orchestre national Bordeaux-Aquitaine[33].
- Gris-brume (2020) pour violoncelle et piano. Commande du festival des Arcs (Cycle de musique de chambre "All-over")
- Number 1 (2020) pour piano. Commande du festival des Sommets musicaux de Gstaad. (Cycle de musique de chambre "All-over")
- The Sound of trees (2020) pour clarinette en la et violoncelle - cadence du concerto pour clarinette, violoncelle et orchestre
- Æther (2019) concerto pour harpe, marimba et orchestre. Co-commande de l'Orchestre de l'Opéra de Toulon et de l'Orchestre de Tours région centre Val-de-Loire
- Feuilles d'eau de Silvacane (2019) pour quatuor à cordes. Co-commande du festival de quatuor du Lubéron et des Musiktage Mondsee, Autriche, Auryn Quartet[12].
- The Sound of Trees (2019) concerto pour clarinette, violoncelle et orchestre. Commande de l'Orchestre de Picardie Région Hauts-de-France[9].
- Laniakea (2019) pour orchestre. Commande de l'Orchestre national de Lyon[13].
- Early summer rain (2018) pour marimba, piano et violon. Commande du Festival Jeunes Talents[22].
- Nighthawks (2018) pour harpe. Commande d'ECHO, de la Fondation Calouste-Gulbenkian et de la Philharmonie de Paris[24].
- Dancing poems (2018) pour mezzo-soprano, violoncelle et piano. Commande du festival Messiaen au pays de la Meije[17].
- Autumn rhythm (2018) pour violon et piano. Commande du Concours Long-Thibaud-Crespin[34]
- La Source d'Yggdrasil (2018) pour orchestre. Aide à l'écriture d'une œuvre musicale originale du Ministère de la Culture[35].
- The Road not taken (2018) pour violon, violoncelle et piano. Commande de Radio France[16].
- Snow, moon & flowers (2018) pour violoncelle, saxophone et piano (12 min). Commande de Michel Supéra et du festival La Grange Aux Pianos[36] à Chassignolles en Berry.
- Lyræ (2017) pour quatuor à cordes, harpe et percussions. Commande du Festival international d'art lyrique d'Aix-en-Provence et de ProQuartet[18].
- Indra (2017), pour violon et piano. Hommage à Lili Boulanger (6 min 10 s). Commande du Festival Présences féminines[37] (BNF 45258225).
- Chamber music (2017) pour mezzo-soprano, piano, violon, violoncelle, cor, clarinette. Commande du Festival Présences féminines[38].
- Sonnets (2016) pour soprano, piano, flûte en sol, cor anglais et basson. Commande du Festival Jeunes Talents[39].
- Kono-Hana (2016) pour violoncelle. Commande de l'Association Française du violoncelle[40].
- Luna (2016) pour violon, violoncelle, clarinette, cor et piano. Commande de l'Ensemble Polygones[10].
- Vajrayana (2015) pour orchestre. Commande de l'Orchestre national d'Île-de-France, Radio France et Musique nouvelle en liberté[6],[41].

## Distinctions

### Décoration
- Chevalier de l'ordre des Arts et des Lettres (2022)[42].

### Prix
- 2015 : Prix Île-de-créations remis par l'Orchestre national d'Île-de-France, Radio France, Musique nouvelle en liberté, les Éditions Durand et la Société des auteurs, compositeurs et éditeurs de musique et coup de cœur du public[6].
- 2015 : Grand prix Sacem musique symphonique, catégorie jeune compositeur[43].
- 2016 : Prix du public au Festival Jeunes Talents[22].
- 2017 : Prix d'encouragement musique de l'Académie des beaux-arts (Institut de France)[12].
- 2020 : Victoires de la musique classique dans la catégorie « Compositeur de l’année » pour The Sound of trees[44].
- 2024 : Grand prix Sacem de la Musique Classique Contemporaine

### Presse
- 2018 : Trente Éclaireurs Vanity Fair[45].
- 2019 : « Choc » Classica[46] de l’année pour l’album « Chamber Music ».
- 2020 : Compositrice de l'année aux Victoires de la musique classique pour son œuvre The Sound of trees[47].
- 2021 : « Choc » Classica pour l’album « The Sound of trees ».
- 2023 : « Choc » Classica de l’année pour l’album « Les Eaux célestes »

## Discographie
Camille Pépin enregistre principalement pour NomadMusic depuis 2018.
- Chamber Music : Lyræ pour quatuor à cordes, harpe, percussions ; Chamber Music pour mezzo-soprano, violon, violoncelle, cor, clarinette, piano et chef d’orchestre ; Indra pour violon et piano ; Luna pour violon, violoncelle, clarinette, cor et piano ; Kono-Hana pour violoncelle – Fiona McGown, mezzo-soprano ; Célia Oneto Bensaïd, piano ; Raphaëlle Moreau, violon ; Natacha Colmez-Collard, violoncelle ; Ensemble Polygones, dir. Léo Margue (avril 2018, NoMadMusic)[48],[49].
- The Sound of Trees : The Sound of trees, concerto pour violoncelle, clarinette et orchestre de Camille Pépin ; Mouvement et Hommage à Rameau (Images 1re série) de Claude Debussy pour orchestre ; D'un soir triste et D'un matin de printemps de Lili Boulanger pour orchestre ; Yan Levionnois (violoncelle), Julien Hervé (clarinette), Arie van Beek (dir), Orchestre de Picardie (octobre 2019, NoMadMusic) (OCLC 1236013132)
- Number 1 – Célia Oneto Bensaid, piano (mai 2021, NoMadMusic)
- Gris-brume – Yan Levionnois, violoncelle ; Guillaume Bellom, piano (octobre 2021, NoMadMusic) (OCLC 1311596426)
- Feuilles d’eau de Silvacane – Paris Urban Quartet, quatuor composé de musiciens de l'Orchestre national d'Île-de-France : Virginie Dupont et Domitille Gilon, violons ; David Vainsot, alto ; Natacha Colmez-Collard, violoncelle (avril 2022, NoMadMusic) (OCLC 1343759391) — avec des œuvres de Fabien Cali (Heavy Metal Machine), Marc-André Dalbavie (Quatuor à cordes) et Guillaume Connesson (Quatuor).
- Gris-brume de Camille Pépin ; Olivia Gay (violoncelle), Célia Oneto Bensaid (piano) (septembre 2022, Outhere)
- Number 1 – Vanessa Wagner, piano (octobre 2022, Infine Music)
- Au Cœur de la Terre – Guillaume Leroy, alto ; Victor Metral, piano (décembre 2022, NoMadMusic)
- Les Eaux célestes ; Aux confins de l'orage ; Avant les clartés de l’aurore ; Laniakea et La Source d’Yggdrasil – Orchestre national de Lyon, dir. Ben Glassberg (août 2022, NoMadMusic)[50],[51],[52]
- Le Cycle de l’eau : Appels ; Iridescence-glace ; Pluie, larmes de la Terre - Alexandre Collard, cor ; Nicolas Royez, piano (juin 2025, NoMadMusic)